# Проверка статистических гипотез
Проверка статистических гипотез является содержанием одного из обширных классов задач математической статистики.
Статистическая гипотеза — гипотеза о виде распределения и свойствах случайной величины, которую можно подтвердить или опровергнуть применением статистических методов к данным выборки.

## Статистические гипотезы

### Определения
Пусть в (статистическом) эксперименте доступна наблюдению случайная величина {\displaystyle X}, распределение которой {\displaystyle \mathbb {P} } полностью или частично неизвестно. Тогда любое утверждение относительно {\displaystyle \mathbb {P} } называется статистической гипотезой. Гипотезы различают по виду предположений, содержащихся в них:
- Статистическая гипотеза, однозначно определяющая распределение {\displaystyle \mathbb {P} }, то есть {\displaystyle H:\;\{\mathbb {P} =\mathbb {P} _{0}\}}, где {\displaystyle \mathbb {P} _{0}}— какой-то конкретный закон, называется простой.

- Статистическая гипотеза, утверждающая принадлежность распределения {\displaystyle \mathbb {P} } к некоторому семейству распределений, то есть вида {\displaystyle H:\;\{\mathbb {P} \in {\mathcal {P}}\}}, где {\displaystyle {\mathcal {P}}} — семейство распределений, называется сложной.

На практике обычно требуется проверить какую-то конкретную и, как правило, простую гипотезу {\displaystyle H_{0}}. Такую гипотезу принято называть нулевой. При этом параллельно рассматривается противоречащая ей гипотеза {\displaystyle H_{1}}, называемая конкурирующей или альтернативной.
Выдвинутая гипотеза нуждается в проверке, которая осуществляется статистическими методами, поэтому гипотезу называют статистической. Для проверки гипотезы используют критерии, позволяющие принять или опровергнуть гипотезу.
В большинстве случаев статистические критерии основаны на случайной выборке {\displaystyle (X_{1},X_{2},\dots ,X_{n})} фиксированного объема {\displaystyle n\geq 1} для распределения {\displaystyle \mathbb {P} }. В последовательном анализе выборка формируется в ходе самого эксперимента и потому её размер является случайной величиной (см. Последовательный статистический критерий).

### Пример
Пусть дана независимая выборка {\displaystyle (X_{1},\ldots ,X_{n})\sim {\mathcal {N}}(\mu ,1)} из нормального распределения, где {\displaystyle \mu } — неизвестный параметр. Тогда {\displaystyle H_{0}:\;\{\mu =\mu _{0}\}}, где {\displaystyle \mu _{0}} — фиксированная константа, является простой гипотезой, а конкурирующая с ней {\displaystyle H_{1}:\;\{\mu >\mu _{0}\}} — сложной.

## Этапы проверки статистических гипотез
1. Формулировка основной гипотезы {\displaystyle H_{0}} и конкурирующей гипотезы {\displaystyle H_{1}}.
2. Задание уровня значимости {\displaystyle \alpha }, на котором в дальнейшем и будет сделан вывод о справедливости гипотезы. Он равен вероятности допустить ошибку первого рода.
3. Расчёт статистики {\displaystyle \phi } критерия такой, что:
  - её величина зависит от исходной выборки {\displaystyle \mathbf {X} =(X_{1},\ldots ,X_{n}):\;\phi =\phi (X_{1},\ldots ,X_{n})};
  - по её значению можно делать выводы об истинности гипотезы {\displaystyle H_{0}};
  - статистика {\displaystyle \phi }, как функция случайной величины {\displaystyle \mathbf {X} }, также является случайной величиной и подчиняется какому-то закону распределения.
4. Построение критической области. Из области значений {\displaystyle \phi } выделяется подмножество {\displaystyle {\mathcal {C}}} таких значений, по которым можно судить о существенных расхождениях с предположением. Его размер выбирается таким образом, чтобы выполнялось равенство {\displaystyle P(\phi \in {\mathcal {C}})=\alpha }. Это множество {\displaystyle {\mathcal {C}}} и называется критической областью.
5. Вывод об истинности гипотезы. Наблюдаемые значения выборки подставляются в статистику {\displaystyle \phi } и по попаданию (или непопаданию) в критическую область {\displaystyle {\mathcal {C}}} выносится решение об отвержении (или не отвержении) выдвинутой гипотезы {\displaystyle H_{0}}.

## Виды критической области
Выделяют три вида критических областей:
- Двусторонняя критическая область определяется двумя интервалами {\displaystyle (-\infty ,\;x_{\alpha /2})\cup (x_{1-\alpha /2}\;+\infty )}, где {\displaystyle x_{\alpha /2},\;x_{1-\alpha /2}} находят из условий {\displaystyle P(\phi <x_{\alpha /2})={\frac {\alpha }{2}},\quad P(\phi <x_{1-\alpha /2})=1-{\frac {\alpha }{2}}}.
- Левосторонняя критическая область определяется интервалом {\displaystyle (-\infty ,\;x_{\alpha })}, где {\displaystyle x_{\alpha }} находят из условия {\displaystyle P(\phi <x_{\alpha })=\alpha }.
- Правосторонняя критическая область определяется интервалом {\displaystyle (x_{1-\alpha },\;+\infty )}, где {\displaystyle x_{1-\alpha }} находят из условия {\displaystyle P(\phi <x_{1-\alpha })=1-\alpha }.